# Charles-Maximin Bailly
Charles-Maximin Bailly est un homme politique français né le 15 avril 1738 à Crécy-au-Mont (Aisne) et décédé le 19 novembre 1812 au même lieu.
Laboureur, il est député du tiers état aux États généraux de 1789 pour le bailliage de Vermandois. Il siège à gauche. Par la suite, il est conseiller général de l'Aisne.

## Sources
- « Charles-Maximin Bailly », dans Adolphe Robert et Gaston Cougny, Dictionnaire des parlementaires français, Edgar Bourloton, 1889-1891 [détail de l’édition]